# Errol Duchaine
 (janvier 2012).
Si vous disposez d'ouvrages ou d'articles de référence ou si vous connaissez des sites web de qualité traitant du thème abordé ici, merci de compléter l'article en donnant les références utiles à sa vérifiabilité et en les liant à la section « Notes et références ».
Errol Duchaine est un journaliste agricole environnemental québécois

## Biographie
Né dans la région du lac Saint-Jean, dans la ville d’Alma, Errol Duchaine est diplômé de l’Université Laval en journalisme. Il fait ses débuts dans le métier comme pigiste dans divers mensuels et quotidiens. Par la suite, il passe 10 ans comme journaliste pour diverses émissions sur les ondes de Télé-Québec.
En 1998, Monsieur Duchaine fait son entrée sur la chaîne de Radio-Canada pour l’émission Enjeux. Quatre ans plus tard, le journaliste délaissera les sujets d’ordre social pour se concentrer sur l’environnement et le monde agricole dans l’émission La Semaine verte. Il dit être passionné par la nature à cause de son grand-père qui lui a fait découvrir la grande forêt et des nombreux membres de sa famille qui possédaient des fermes. Afin de partager son amour pour l’environnement, Errol Duchaine fait des conférences aux quatre coins du Québec sur divers sujets dont son projet écosphère.

## Reconnaissances
Il a reçu en 2000 le Prix Judith-Jasmin et le Prix de l’office des communications sociales pour son reportage Les bébés martyrs[réf. nécessaire].